# 阿部正実
阿部 正実（あべ まさざね）は、上総佐貫藩の第4代藩主。佐貫藩阿部家5代。
宝暦14年（1764年）2月8日、武蔵忍藩主で大坂城代の阿部正允の四男として大坂で生まれる。安永8年12月（1780年）に一族の佐貫藩主阿部正賀の養子となる。安永9年（1780年）の正賀の死去により家督を継いだ。天明元年12月（1782年）に従五位下・因幡守に叙位・任官する。
日光祭礼奉行代や和田倉門番などを歴任し、天明8年（1788年）4月に兵部少輔に遷任する。寛政4年11月20日（1793年）、病気を理由に家督を養子の正簡に譲って隠居する。
文化11年（1814年）3月に信濃守に遷任する。天保2年12月8日（1832年）に死去した。享年68。

## 系譜
父母
- 阿部正允（実父）
- 阿部正賀（養父）

正室
- 阿部正保の娘

養子
- 阿部正暠 ー 阿部正保の長男